# Тереза от Лизио
Света Тереза от Лизио е монахиня от ордена Кармила на Лизио с монашеско име Тереза на Младенеца Исус и на Светия образ, наричана още Малкото цвете на Исус или просто Малкото цвете, или само Малката Тереза, написала затрогваща книга за краткия си земен път и за душевните терзания, които е превъзмогнала през него.

## Биография
Марѝ Франсоàз Терèза Мартèн (Marie-Françoise-Thérèse Martin) се ражда на 2 януари 1873 г. в Алансон, Франция в семейството на Луѝ и Зелѝ Мартен.
Родителите ѝ също са имали намерение като млади да влязат в манастир, но по различни причини са установили, че не са подходящи за монашеска мисия. Баща ѝ Луи Мартèн отваря часовникарско ателие в родния си Алансон. Майка ѝ Зели Герèн е била плетачка на дантели преди да се запознае с бъдещия си съпруг. След сватбата обаче двамата млади решили да водят благочестив живот като Йосиф и Мария и да не влизат във физически контакт един с друг. Около година след сватбата един местен свещеник все пак успял да ги убеди, че това не е призванието на обикновените миряни и че те трябва да имат деца, някои от които биха могли да се посветят на Бога.
Тереза е последното дете от девет деца в семейството, от които остават живи пет момичета. Семейството изгубва в най-ранна възраст две момчета и две момичета. Когато се ражда Тереза, най-голямата ѝ сестра Мари е почти тринайсетгодишна, Полин е на десет, Леони – на девет, а Селин – на четири.
Разказите за детството на Тереза не са измислени, а са потвърдени от множество свидетели по време на процеса на канонизацията ѝ. В градината ѝ е било отделено малко място, където тя гледала свои цветя, издигала малки олтари и ги украсявала с най-ярките цветове, които успеела да намери.
Майка ѝ умира през 1877 г. – много млада, когато най-малкото ѝ дете е само на четири години – и оттогава момичето започва да проявява признаци на тревожност и свръхчувствителност, което я кара да плаче и по най-дребен повод. Едва на четиринайсетгодишна възраст младата Тереза успява да постигне голяма вътрешна победа, която ѝ помага да надмогне своята свръхчувствителност и ѝ открива пътя към духовната свобода.
Бащата е грижовен и любвеобилен и доста успешно заема мястото на липсващата майка в живота на своите деца. „Не мога с думи да опиша колко много обичах татко. Възхищавах се на всичко у него.“ – ще си спомня впоследствие Тереза в своята автобиография. Отношенията, които Луи успява да изгради със своята дъщеря, имат важна роля за нейното духовно развитие. Тя се превръща в много уверена личност, с високо самоуважение и забележително упование в Бог.
От психологическа гледна точка може да се очаква, че силната любов на земния ѝ баща ще помогне на Тереза да има топла и жива връзка с небесния ѝ Отец като е възрастна. Става точно обратното – въпреки че самата тя е била изпълнена с много топлина, среща предимно мълчание и дори към края на живота си започва да чувства безразличието на другата страна. През целия си живот като монахиня Тереза не намира утеха в молитвата и не чувства Божието присъствие. Тя не изпитва нищо от емоционално естество, което да я води напред в нейното призвание. Дори през последната година и половина тя започва да губи вяра в небето и да се бори с отчаянието и съмненията.
По-големите сестри в семейството поемат грижата за по-малките след кончината на майката. Братът на майка им и неговата съпруга също се притичват на помощ винаги, когато могат. Впоследствие една от дъщерите им чувства монашеското призвание и се присъединява към сестрите Мартен в монашеския орден.
През 1881 г., когато Тереза е едва на осем години, Полин, която основно се е грижила за нея, постъпва в манастира на кармелитките и момичето отново е лишено от грижите и вниманието на още един близък човек. Тя преживява нервен срив, пада на легло и остава за дълго време там без шансове да бъде изцелена, докато един ден не се случило „чудо“ – през полуотворените си очи видяла малката статуя на света Богородица до прозореца и ѝ се сторило, че тя се усмихва. Това било достатъчно, за да ѝ вдъхне необходимите сили и тя много скоро станала на крака. Чудодейното изцеление скоро станало достояние на всички в града и хората известно време досаждали на семейство Мартен в желанието си да чуят какво точно е станало от самия първоизточник.
На училище е старателна и трудолюбива ученичка, но нейната свръхчувствителност и тревожност ѝ създава проблеми в отношенията със съученичките ѝ – тя не умее да завърже приятелство, стои отстрани по време на междучасията и само гледа как останалите се забавляват, но никога не взема участие в игрите им.
Още в ранните ученически години се проявява силната набожност на Тереза. Най-голямата ѝ сестра, Мария, която я подготвя за първото ѝ причастие, същевременно проявява и достатъчно благоразумие – не позволява на малкото момиче да практикува всеки ден молитвено размишление, както биха могли да го правят възрастните, защото усеща, че това е пряко силите за възрастта ѝ. Но въпреки това Тереза описва в спомените си как скрита в една ниша в къщата го практикувала от време на време.
Първото си причастие Тереза Мартен приема на 11 години. Не след дълго, когато отново приема причастие, тя за пръв път изпитва духовната сухота – както тя го нарича, – която често я очаква в бъдеще. По този повод тя пише в своята автобиография: „[Обхвана ме] страстно желание да страдам… До този момент бях страдала без да обичам страданието. Но от този миг започнах да изпитвам дълбока и истинска любов към него“. Тя приема този момент за най-голямата благодат в живота си.
Но преди това Тереза трябвало да се пребори със своята склонност да бъде „ревла“, както сама тя се нарича без заобикалки. Тя се бори със своята свръхчувствителност в продължение на десет години, но колкото ѝ стигат детските сили и без особен успех. Както си спомня в автобиографията: „Крайната ми чувствителност ме правеше наистина непоносима… Ако ми се случеше неволно да причиня някому мъка, вместо да се съвзема и да поправя стореното, изпадах в тъга до разболяване и това по-скоро увеличаваше грешката, отколкото да я поправи; и когато започвах да се утешавам за сторената грешка, плачех за това, че съм плакала. Наистина страдах от всичко това“.
Освобождението настъпило с възрастта, на едно Рождество Христово през 1886 г., когато тя е почти на четиринайсет години и чува коментара на баща си, че тази година за последно ще се раздават подаръци като на малки деца. На следващата сутрин тя просто не била същата, изчезнала прекалената тревожност, която я споходила след загубата на майка ѝ, и дори много скоро успяла да възвърне щастливото си излъчване. „И така през тази лъчезарна нощ започна третият период от моя живот, най-хубавият от всички, най-изпълненият с небесни благодати. В един миг Исус осъществи делото, което аз дълги години не можех да извърша, като се задоволи само с моята добра воля.“
Тереза твърди, че искала да стане монахиня още на тригодишна възраст. Когато навършила четиринадесет, била убедена, че това време вече е настъпило. Мария вече се е присъединила към Полин в Кармила на Лизио, а Леони вече е направила опит, макар и неуспешен, да се присъедини към бедните клариси. Въпреки че му е трудно, Луи подкрепил решенията на дъщерите си да се отдадат на монашески живот. Направил го и когато на петдесетница 1887 г. любимката му Тереза се изправила пред него и го моли да ѝ даде съгласието си да стане монахиня. Дори нещо повече, той ѝ помогнал в търсенето на разрешение от различни власти за постъпване в манастир, защото петнадесет години била твърде ранна възраст, за да се приеме, че решението за манастир е зряло и добре обмислено. Дори я завел, заедно със Селена, на покаяние в Рим, като твърдо ѝ обещал, че ако нейният проблем не бъде разрешен преди пътуването, щял да ѝ помогне да говори със самия папа и да измоли разрешение от него.
На 20 ноември 1887 г. участниците в поклонническата група, в която било и семейство Мартен, се събрала в залата за аудиенции на папата. Един свещеник строго ги предупредил, че е абсолютно забранено да се говори със светия отец, но това не отказало Тереза и нейния баща от техния план. Малката поклонничка коленичила пред папата и, обляна в сълзи, казала: „Ваше Светейшество, мога ли да ви поискам една голяма милост … в чест на вашия юбилей, позволете ми да постъпя в Кармилския орден на петнадесет години“. Повторила два пъти молбата си, преди близкостоящите свещеници да я отместят от пътя на светия отец. Лъв XIII отговорил уклончиво „…както решат настоятелите, … ако Бог поиска.“ Но и това не отказало бъдещата кармелитка и след като преодоляла още доста пречки и неодобрения, най-после на 9 април 1888 г. тя постъпила в Кармила на Лизио на петнадесетгодишна възраст. Съобщението за този случай бил незабавно публикуван в пресата и станал достояние на цяла Франция и извън пределите ѝ.
Животът в манастира бил точно такъв, какъвто го знаела от предварителните разговори и нищо не я изненадало – нито молитвите, нито лишенията, нито скромната храна, нито многобройните задължения, нито другите монахини. Но там я чакало и допълнително тежко изпитание. Настоятелката на манастира, майка Мари дьо Гонзàг, била умела и добра администраторка, но имала тежък характер. Често избухвала и хокала монахините, била ревнива и самомнителна, и в допълнение не била особено благосклонна към възрастните, болните и немощните, както се очаквало от една монахиня. Била крайно строга и непоносимо взискателна. В редките си разговори с младата постулантка игуменката по-често я мъмрела, отколкото да я насърчава. „Не можех да я срещна, без да получа някоя забележка“, спомня си Тереза. „Спомням си веднъж, когато бях пропуснала да почистя една паяжина в манастира, тя ми каза пред всички сестри: „Вижда се, че нашият манастир се мете от петнадесетгодишно дете. Колко жалко!“ За всяко нещо се държеше с мен по този начин.“ Но въпреки че не давала израз на чувствата си, настоятелката от своя страна била впечатлена от зрелостта и отзивчивостта на младата послушница, от готовността ѝ винаги да се притече на помощ.
Малко пред поклонението им до Рим бащата Луи Мартен получил слаб удар. А впоследствие още няколко, които го направили силно безпомощен и дори се наложило да го настанят в заведение за душевно болни, където той останал до самия си край през 1894 г. След това и Селин, последната от дъщерите му, която се е грижела за него, влиза в манастира на Кармила.
Тереза имал много силно съзнание за важността на Божията любов за нас и за нашата любов към Него: „Само Исус и никой друг, освен Него“, пише тя. „О, Исусе, нека никога да не търся, нито да откривам нещо друго, освен Теб… Нека ти, Исусе, бъдеш всичко!“
Младата монахиня стига до заключението, че нейното призвание е просто любовта. Искала да бъде всичко за Бог, от апостола до мъченика, но ясно разбирала, че това е невъзможно. „Моето призвание е любовта“, решила тя. „Разбрах, че любовта е всичко, че тя обхваща всички времена и всички места, защото е вечна!“ Вярна на тази мисъл, тя предлага себе си за „жертва“ на тази любов. „През 1895 година получих благодатта да разбера повече от всякога колко Исус желае да бъде обичан.“ спомня си тя. Великата тайна обаче в живота на Тереза е пълното мълчание и емоционална студенина, с което Бог я обгръща, след като тя влиза в манастира. „Пълна духовна сухота, сякаш бях забравена от Бога – това бе моят дял“ споделя тя за духовните упражнения преди монашеските обети. Но тя смело посреща този обрат в надеждите ѝ. „Исус не иска да Му служим заради неговите дарове. … Нашата награда трябва да бъде самия Той.“ Тя много добре разбира, че не влиза в манастира, за да усеща Бог и да се чувства добре, а влиза там единствено, за да Го обича и да печели нови души за Него чрез своите жертви. „Не желая сетивни чувства и любов, която се усеща“, написва тя, „а само любовта, която изпитва Исус. О! да Го обичам и да карам другите да го обичат!“
Малкият път, за който говори Тереза, пътят на постоянни ежедневни жертви означава за нея винаги да бъде на разположение на другите монахини, да им помага и услужва, което на нея самата ѝ струвало много лични усилия и жертви, но тя упорствала и не се отказвала, въпреки съветите на по-големите си сестри.
Но едва ли нещо друго я сближава повече с душите от двадесети век както последната година и половина от нейния живот. Сякаш предчувствайки съмненията, които ще поразят следващите поколения, Тереза изживява почти пълна загуба на вярата. До самия си край тя се бори с липсата на вяра.
По време на великите пости 1896 г. тя проявява първите симптоми на туберкулоза. Тереза започва да изживява периоди на продължителна физическа агония, съпроводена с тежки страдания, а същевременно и време на тежки съмнения и вътрешни борби. „Никога не бих повярвала, че е възможно такова страдание! Никога! Никога!“ Последните няколко месеца са истински кошмар, изпълнен с болка, която не може да бъде притъпена и от успокоителните. Вярна на своя характер обаче майка Мари смята, че кармелитките трябва да могат да понасят суровите страдания. Тереза е способна на това, но не го постига лесно. Намира изпитанието за своята вяра за неразбираемо и не намира утеха в споделянето на своите мисли. Дори в последните ѝ часове на силни болки 30 септември 1897 г., когато монахините се събрали край леглото ѝ да се молят, майка Мари ги отпратила, защото ѝ се сторило, че Тереза всъщност се съвзема и получава прилив на енергия. „О, не бих искала да страдам по-малко! О! … Обичам го! Боже мой! Аз … Те … обичам!!!“– шепнела издъхващата монахиня в последните си минути, както впоследствие ще си спомня сестра ѝ Селина. Малко по-късно монахините пак се събират и след изчитането на едно „Верую“ душата ѝ се преселила в един по-друг свят.

## Книгата
Първоначално книгата на Тереза не била предназначена за публикуване. През декември 1894 г. по-голямата ѝ сестра, Полин, моли най-малката да опише спомените от детството си, за да се съхрани паметта за семейството. Но писането не ѝ се удава лесно. Ежедневните задължения и молби на другите монахини често я отвличали от заниманието. Все по-засилващата се вътрешна борба скоро съвсем я отказва от писането. По-късно, през юни 1897 по настояване на Полин майка Мари също нарежда на Тереза да продължи своята история и тя успява да я завърши малко преди самия си край.
Една година по-късно през 1888 ограничената публикация от 2000 екземпляра на тетрадките с нейните размисли, озаглавена „Историята на една душа“, се превръща в световен бестселър, а думите на Тереза се оказват пророчески. Книгата покорява света. Преведена е на 35 езика.

## Отзвук и канонизация
В следващите няколко години след излизането от печат на първото издание на книгата, Рим е залят от съобщения за чудеса, извършени чрез нейното застъпничество. Гробът на „малката Тереза“ в Лизио става място за поклонение – хората се молят на „малката светица“ още преди Църквата да я канонизира. Гласовете, които настояват за нейната канонизация стават все повече и на 10 юни 1914 г. папа Пий X подписва декрет, с който е поставено началото на процеса на канонизацията ѝ. По време на Първата световна война мнозина (без значение, французи или германци) търсят нейното застъпничество с надеждата тъкмо тя да спомогне за скорошния край на войната. Девет години след папския декрет – на 29 април 1923 г. Тереза е обявена за блажена, а само две години по-късно – на 17 май 1925 г. вече е канонизирана за светица – 28 години след кончината ѝ, което е изключително кратък срок за подобен процес.
През 1997 г. това момиче от Нормандия, без солидно образование и натрупан житейски опит, е обявено от папа Йоан Павел II за 33-тия Учител на църквата, редом с такива светила на теологията, като свети Августин Блажени и папа Григорий Велики.
И понастоящем нейният живот и размишления са обект на множество студии и коментарни разработки. Манастирът Кармила на Лизио се е превърнал във втория по посещаемост от пилигрими и търсещи изцеление хора след Лурд.

## Духовно наследство
Една монахиня, живяла затворен живот и отишла си толкова млада, може да изглежда странен избор за светица на модерните времена, но Тереза успява да извърши два големи подвига, непостижими за сегашната преситена култура – тя успява да победи себе си и успява да развие ясно съзнание за същността на любовта. И е готова да помогне на другите да постигнат същото.
Въпреки скромните си външни постижения популярността на Тереза и днес е много голяма. Отчасти тази популярност може да бъде обяснена с обета, който тя дава в края на живота си: „да прекарам времето си на небето, вършейки добро на земята“.
Причината също е, че мнозина намират нейния „малък път“ към светостта, основан на малките жертви и дела на милосърдие, за особено подходящ за тяхното израстване в християнския живот. По думите ѝ, този „малък път“ се състои в осъзнаването на личната нищожност и незначителност. И най-важното: този път предполага мислено връщане към детството и пробуждане на детското у самите нас, както е казано в Евангелията: „ако се не обърнете и не станете като деца, няма да влезете в царството небесно“. (Мат.18:3).
Но в известна степен популярността на Тереза се дължи и на грешния прочит на нейния живот и личност. За разлика от обичайното възприятие, което отдава почит на един светец заради неговите или нейните лични постижения, Тереза често е почитана заради нейната детска кротост. Няма нужда да се страхуваме, че Тереза ще порицава заради бедните, ще критикува властите или ще задава трудни въпроси. Тя е била миловидна, послушна и напълно свята. Хора, които не харесват заплашителните светци, намират този образ на Тереза за затрогващ и приятен.
Тереза може да изглежда пасивна за хората, които познават повърхностно нейния живот или които са срещнали някакъв сантиментален текст за нея. За това възприятие помага и нейното определение – „Малкото цвете“. Този образ може да е бил очарователен за Франция от деветнадесети век, но днес той извивка асоциация за деликатна беззащитност, която влиза в противоречие с нашата сурова култура. Дори сестрата на Тереза, Селина, е изпитвала съмнения дали това име е подходящо. Опасявала се е, че твърде много хора ще пропуснат да видят кръста, скрит зад Малкото цвете.
Стилът на писане на Тереза просто следва начина на изразяване на средната класа във Франция в края на 19 век, сред която тя е израснала. Но въпреки това този неин стил на писане ѝ спечелва незавидната и напълно незаслужена слава на повърхностен автор.